# The Sims 2 Mobile
The Sims 2 Mobile  — мобильная версия игры The Sims 2, созданная студиями EA Black Box и EA Play для мобильных платформ на основе Java. Выход игры состоялся 22 мая 2006 года. Суть игры заключается в управлении симом — виртуальным человечком, чьи базовые потребности в еде, сне и гигиене необходимо периодически исполнять. Также сим может развивать отношения с другими персонажами, ходить на работу и развлекаться. Игра имеет двухмерную изометрическую графику.
Критики дали смешанные оценки игре, с одной стороны они заметили, что игра наделена базовыми особенностями игр серии The Sims и потенциальна интересна для многих игроков мобильных устройств, с другой стороны игра остаётся крайне обрезанной версией The Sims 2 скорее всего окажется не интереса игрокам, знакомым с компьютерными версиями The Sims.

## Игровой процесс

Изображение игрового процесса

The Sims 2 Mobile представляет собой нелинейный симулятор жизни, где игрок управляет симом и стремится к его благополучию. Игра начинается с создания персонажа, где игрок может выбрать имя, настроить пол, внешность и личностные качества сима. Далее необходимо управлять симом, удовлетворять его базовые потребности во сне, еде, туалете, душе, отдыхе, общении и развлечениях. Для жизни необходимы денежные средства, которые сим может зарабатывать, посещая работу. Также сим может развивать дружеские или вражеские отношения с другими персонажами. Другая цель игрока заключается в совершенствовании своих навыков в кулинарии, логике, спорте и так далее.
Особенность игры заключается в том, что на некоторых устройствах была возможность подключаться к серверу Sims 2 Mobile Connected Edition, таким образом улучшая графически характеристики игры и открывая для себя новые возможности игрового процесса. Например можно было загрузить копию персонажа из The Sims 2 на официальный сайт игры, чтобы затем скачать и загрузить этого персонажа в мобильную игру. Другая возможность онлайн-подключения, — добавление сервером новых объектов и NPS в игру, возможность внутри игры переписываться с другими игроками и скачивать персонажей других игроков через SMS. Разработчики описывали это, как важный «шаг в сторону фанатов серии».

## Разработка и выпуск
Разработкой игры занималась студия Ideaworks3D, имеющая за собой опыт создания игр на мобильных платформах. The Sims 2 Mobile задумывалась, как один из самых амбициозных проектов на мобильных устройствах, на разработку было отведено 12 месяцев. Игра должна была быть приближена к оригиналу, на сколько это позволяли характеристики мобильных устройств. Одна из главных трудностей заключалась в переносе основной концепции The Sims на устройства с сильно ограниченными графическими характеристиками. Помимо этого необходимо сделать так, чтобы игрок мог ограничиваться короткими сеансами игры длиной в 5-10 минут, в то время, как компьютерная версия The Sims для достижений видимых целей требует уже несколько часов. Всего были созданы три версии мобильной игры. Самая скромная версия весом в 64 килобайта предназначена для бюджетных телефонов и не имеет каких либо онлайн-функций. Две другие версии имеют вес 128кб и 178кб. Последняя версия обладает самым большим игровым миром с дополнительными экономическими особенностями.
Впервые игра для мобильных устройств была анонсирована 5 мая 2005 года на выставке E3 в 2005 году. В январе 2006 года, стало известно, что EA Games подписала контракт с Amp'd Mobile, компанией, оказывающий услуги мобильной связи, чтобы заниматься дистрибуцией 15 мобильных игр, в том числе и The Sims 2. А в сентябре стало известно о заключении контракта EA с Nokia по выпуску The Sims 2 на N-Gage.
Выход игры состоялся 22 мая 2006 года. Вместе с The Sims 2 Mobile, EA предлагала приобрести несколько тематических рингтонов и обои для телефона. По данным на сентябрь 2006 года, мобильную игру загрузили более одного миллиона раз в Европе. Хавьер Феррейра, вице-президент ЕА Europe лично выразил своё довольство успехом The Sims 2 Mobile, заметив, что франшиза The Sims сумела завоевать свою мобильную аудиторию. По данным на февраль 2008 года, The Sims 2 Mobile оказалась десятой самой популярной мобильной игрой в Великобритании. По версии сайта Mobiset, The Sims 2 Mobile заняла 35 место в списке самых лучших мобильных игр.

### Mega Drive
В 2008 году вышла переизданная ретро-консоль Sega Mega Drive 3 1988 года в Бразилии. В её память также была официально включена The Sims 2, являющаяся ремейком The Sims 2 Mobile. Разработкой игры занималась Electronic Arts в сотрудничестве с TecToy, официальным представителем SEGA в Бразилии. Игра в целом идентична Java-версии The Sims 2, но с адаптацией к диагональному экрану и упрощённым звуковым сопровождением.

## Критика
| Иноязычные издания | Иноязычные издания |
| Издание            | Оценка             |
| ------------------ | ------------------ |
| IGN                | 7,9/10             |
| GameSpot           | 6/10               |
| Pocket Gamer       | [ 18 ]             |
| Мобильный контент  | 5,0                |
| LEVEL Romania      | 80 %               |

Редакция итальянского журнала GAME заметила, что возможности The Sims 2 Mobile явно не на уровне The Sims 2 для ПК, но по прежнему впечатляют по меркам мобильной игры и достаточны, чтобы увлечь игрока в отсутствие дома. Критик IGN назвал The Sims 2 Mobile игрой с идеальным темпом и достойной мобильной версией игры The Sims 2, которая подойдёт большинству игроков мобильных устройств для поверхностной игры, например в общественном транспорте. Тем не менее ограниченность геймплея может наоборот разочаровать некоторых фанатов франшизы. В целом критик предупредил, что игра либо нравится, либо сразу же кажется игроку скучной в зависимости от его предпочтений. Представитель Pocket Gamer заметил, что несмотря на то, что The Sims 2 Mobile является сильно урезанной версией, в ней сразу же ощущается фирменный стиль The Sims 2. Тем не менее он заметил, что искренние фанаты The Sims могут разочароваться ограниченному геймплею мобильной платформы, с другой стороны новичку, не знакомому с франшизой, The Sims 2 Mobile может оказаться хорошим введением. Рецензент сайта Мобильный контент заметил, что заядлым симсоманам, привыкшим к мыши и клавиатуре будет слишком не удобно управлять симом с помощью кнопок телефона.
Рецензент GameSpot заметил, что несмотря на скромные характеристики мобильных платформ, The Sims 2 Mobile в целом является всё той же игрой The Sims с её возможностью обустраивать жилище, работать, развлекаться, удовлетворять базовые потребности, стремится к авторитету и богатству. Тем не менее отсутствие характерных анимаций и симлиша делает игру более пустой.
Критик IGN оценил факт того, что игра не наказывает игрока за то, что тот покидает игру на неопределённое время в отличие от мобильной версии Animal Crossing, которая со временем может стать источником стресса. Другое мнение оставил представитель сайта Мобильный контент, заметив, что невозможность ускорять время в игре является её самым серьёзным недостатком. Рецензент Poket Gamer похвалил в игре систему самосовершенствования, которая предполагает улучшение умений и свойств своих симов — кулинарию, харизму, логику и т. д.. Представитель GameSpot указал на отсутствие автономности главного персонажа и NPC, которые например во время вечеринки ничего не делают, пока с ними не заговорит управляемый персонаж.